# Josip Glasnović
Josip Glasnović est un tireur sportif croate né le 7 mai 1983 à Zagreb. Il a remporté la médaille d'or en trap aux Jeux olympiques d'été de 2016 à Rio de Janeiro.
Le 16 juin 2021, il est nommé porte-drapeau de la délégation croate aux Jeux olympiques d'été de 2020 par le Comité olympique croate, conjointement avec la lanceuse de disque Sandra Perković.